# Bernhard VI. (Lippe)
Bernhard VI. zur Lippe (* um 1370; † Januar 1415) war von 1410 bis 1415 Landesherr der Herrschaft Lippe.

## Leben
Er heiratete am 28. Juni 1393 Margarethe von Waldeck-Landau. 1403 heiratete Bernhard in zweiter Ehe Elisabeth von Moers, Tochter von Graf Friedrich III. von Moers. Sein Sohn aus zweiter Ehe, Simon, wurde sein Nachfolger.